# Vittoria Colonna
Vittoria Colonna (n. 1492, Marino, Lazio, Regatul Italiei – d. 25 februarie 1547, Roma, Statele Papale), marchiză de Pescara, a fost o poetă italiană, cunoscută mai ales pentru sonetele scrise în maniera lui Petrarca, precum și poeme în amintirea iubirii pentru soțul ei, marchizul de Pescara.
A fost considerată prototip al idealului feminin al Renașterii de către Michelangelo, Castiglione și Ariosto.

## Biografie
Vittoria Colonna este descendenta uneia dintre familiile cele mai importante ale nobilimii italiene, familia Colonna, fiind fiica lui Fabrizio Colonna, mare conetabil de Napoli, și a soției sale Agnès de Montefeltro. Vittoria Colonna s-a căsătorit cu Fernando Francesco de Ávalos, marchiz de Pescara, general al lui Carol Quintul, la 27 decembrie 1509, la Castello Aragonese din Insula Ischia. În timpul sejurului în Ischia , între 1501 și 1536, înconjurată de o elită de  artiști și literați, a  cultivat cu succes poezia și s-a plasat în rândul celor mai fericiți imitatori ai lui Petrarca.
Atunci când soțul Vittoriei a murit, în 1525, ea a început să scrie o serie de poeme în memoria lui, adunate în volumul Le rime spirituali (1546). A scris și multe versuri religioase. A fost foarte respectată de poetul Ludovico Ariosto și a fost prietenă cu alte personalități literare, cum au fost poetul Jacopo Sannazzaro și Baldassare  Castiglione, autorul manualului ceremonial Il cortegiano (Curteanul). A rămas faimoasă prietenia platonică  cu Michelangelo, pe care l-a întâlnit la  Roma în 1538 și cu care a schimbat multe epistole și sonete filosofice. Michelangelo a fost la căpătâiul ei atunci când ea a murit. Sonnets for Michelangelo (2005) este o colecție bilingvă de poezii pe care Vittoria C. le-a dedicat acestuia.